# Tobias Rieder
Tobias Rieder (Landshut, 10 gennaio 1993) è un hockeista su ghiaccio tedesco.

## Carriera

### Club
La sua carriera è iniziata in patria con l'EV Landshut nella stagione 2009/10. Dal 2010 al 2013 ha giocato in OHL con i Kitchener Rangers.
Nella stagione 2013/14 è approdato in AHL con la maglia dei Portland Pirates.
Nella stagione 2014/15 ha esordito in NHL con gli Arizona Coyotes, club in cui è rimasto fino al 2017/18.
Nella stagione 2017/18 gioca in NHL con i Los Angeles Kings. Dal luglio 2018 gioca con gli Edmonton Oilers.

### Nazionale
Con la rappresentativa nazionale tedesca ha preso parte ai campionati mondiali 2014 e 2016.